# Kameanka, Pervomaiske
Kameanka (în ucraineană Кам'янка) este un sat în comuna Okteabrske din raionul Pervomaiske, Republica Autonomă Crimeea, Ucraina.

## Demografie
Componența lingvistică a localității Kameanka
     Tătară crimeeană (43,46%)
     Rusă (36,45%)
     Ucraineană (17,29%)
     Alte limbi (0,47%)
Conform recensământului din 2001, nu exista o limbă vorbită de majoritatea populației, aceasta fiind compusă din vorbitori de tătară crimeeană (43,46%), rusă (36,45%), ucraineană (17,29%) și armeană (1,4%).